# Escobilla
Escobilla är en ort i Mexiko.   Den ligger i kommunen Santa María Tonameca och delstaten Oaxaca, i den sydöstra delen av landet, 500 km sydost om huvudstaden Mexico City. Escobilla ligger 16 meter över havet och antalet invånare är 446.
Terrängen runt Escobilla är lite kuperad. Havet är nära Escobilla söderut.  Närmaste större samhälle är El Camalote, 19,8 km nordost om Escobilla. 